# Ruthild Engert-Ely
Ruthild Engert-Ely (* 9. Oktober 1940 in Frankfurt am Main; † 5. Mai 2013 in Berlin) war eine deutsche Opernsängerin mit den Stimmlagen Mezzosopran und Alt.

## Leben
Engert-Ely machte in ihrer Geburtsstadt zunächst eine Ausbildung zur Kindergärtnerin. Anschließend war sie in London als Kindermädchen tätig; danach arbeitete sie dort als Kunsthändlerin. Sie studierte Gesang bei Herbert Champain am Hoch’schen Konservatorium in ihrer Heimatstadt Frankfurt am Main. Später erfolgten weitere Studien bei Josef Metternich in Köln.
Ihr Bühnendebüt gab sie am Theater Osnabrück als Cherubino in Le nozze di Figaro. Sie hatte erste Festengagements am Stadttheater Koblenz (1969–1972) und am Theater Freiburg (1972–1977). In Freiburg war die Gräfin in der Lortzing-Oper Der Wildschütz ihre erste Partie. Der damalige Freiburger Oberspielleiter Peter Brenner und der Musikalische Leiter Marek Janowski förderten Engert-Ely in ihren Anfangsjahren. In Freiburg konnte sie sich erste große Rollen erarbeiten: Rosina in Der Barbier von Sevilla, Octavian in Der Rosenkavalier und die Ottavia in L’incoronazione di Poppea. Nach fünf Jahren im Freiburger Engagement wechselte sie ans Staatstheater Hannover (1977–1979). Dort sang sie erstmals die Dorabella in Così fan tutte; außerdem gehörte der Komponist in Ariadne auf Naxos zu ihren Rollendebüts.
Seit 1979 war sie festes Mitglied der Deutschen Oper Berlin (DOB), an die sie von Siegfried Palm verpflichtet worden war. Sie debütierte dort 1979 als Cherubino in Le nozze di Figaro. Im Februar 1979 sang sie an der DOB die Fenena in einer Nabucco-Neuinszenierung, die sie später auch in der Wiederaufnahme der Produktion im Mai 1982 wieder übernahm. Weitere (Premieren)-Rollen dort waren unter anderem: Hänsel in Hänsel und Gretel (Spielzeit 1979/80), Nicklausse/Muse in Hoffmanns Erzählungen (Wiederaufnahme: September 1980), Alisa in Lucia di Lammermoor (Premiere: Dezember 1980), Cherubino (August 1981, in der Eröffnungsvorstellung der Spielzeit 1981/82 als Einspringerin für Hanna Schwarz; ebenso in der musikalischen Neueinstudierung im Januar 1985), Gymnasiast/Groom in Lulu (Premiere: Februar 1982), Komponist in Ariadne auf Naxos (Hausdebüt; März 1982), Meg Page in Falstaff (Wiederaufnahme: April/Mai 1982; später dann u. a. auch in der Spielzeit 1988/89), Preziosilla in La forza del destino (Hausdebüt; im Oktober 1982, außerdem in der Wiederaufnahme im Januar 1987), Fjodor in Boris Godunow (Wiederaufnahme/Neueinstudierung: Februar 1983), Lucienne in Die tote Stadt (Premiere: Februar 1983), Flora Bervoix in La Traviata (Musikalische Neueinstudierung: April 1984, mit Julia Varady in der Titelrolle), Floßhilde in Das Rheingold (Premiere: September 1984) und Götterdämmerung (Premiere: September 1985), Fatime in Oberon (Premiere: Januar 1986) und Warwara in Katja Kabanowa (Premiere: März 1986; Folgeaufführungen im März 1987 und April 1990). Im Oktober 1988 sang sie die Waltraute in Götterdämmerung im kompletten Ring-Zyklus an der Deutschen Oper Berlin. Im Oktober 1990 sang sie dort als Rollen- und Hausdebüt die Ortrud in Richard Wagners Oper Lohengrin. Im November 1992 sang sie erneut die Preziosilla in einer musikalischen Neueinstudierung von Verdis Oper La forza del destino. Im November/Dezember 1992 übernahm sie die Rolle der Knusperhexe in Hänsel und Gretel. Im März 1993 übernahm sie, diesmal „mit üppigem Vibrato“ im Mezzosopran, in der Wiederaufnahme der Oper Katja Kabanowa erneut die Rolle der Warwara.
Sie gehörte dem Ensemble der Deutschen Oper offiziell bis einschließlich der Spielzeit 1995/96 an. Sie sang im Verlauf ihrer Karriere Rollen aus dem Bereich des lyrischen Mezzosopran-Fachs bis zum dramatischen Mezzosopran-Fach. An der Deutschen Oper vollzog sie auch den Fachwechsel vom lyrischen zum dramatischen Mezzofach. Gelegentlich übernahm sie auch reine Alt-Partien.
In der Spielzeit 1979/80 sang sie die Fenena in einer Nabucco-Neuproduktion an der Deutschen Oper am Rhein (Premiere: Juni 1980, Regie: Gert Westphal), außerdem die Maddalena in Rigoletto (Wiederaufnahme: April 1980). In der Spielzeit 1980/81 gastierte sie an der Staatsoper Hamburg. Sie sang dort in der Neuinszenierung von Hoffmanns Erzählungen (Premiere: Mai 1981; Regie: Jürgen Flimm) „stimmschön und ausdrucksvoll“ die Stimme der Mutter und die zweite Stimme in der Barcarole. In der Spielzeit 1980/81 sprang sie, ohne vorherige Proben, im Dezember 1980 am Staatstheater Braunschweig bei einer Neuinszenierung der Oper Le Nozze di Figaro als Cherubino ein; „die beiden Cherubin-Arien wurden in ihrer intensiv einfühlsamen Gestaltung musikalische Höhepunkte des Abends.“
Im Januar 1984 sang sie an der Staatsoper Hannover den Prinz Orlofsky in der Strauß-Operette Die Fledermaus. In der Spielzeit 1984/85 gab sie am Staatstheater Oldenburg ihr Rollendebüt als Kundry in Parsifal (mit Mario Brell als Parsifal und Ks. Heinz-Klaus Ecker als Gurnemanz) und wurde dadurch überregional bekannt; diese Rolle galt fortan als ihre besondere Glanzpartie. In der Spielzeit 1986/87 übernahm sie am Theater Aachen die Rolle der Prinzessin Eboli in Don Carlos; in der Spielzeit 1987/88 folgte dort die Lady Macbeth in Macbeth. Im Mai 1989 gastierte sie, gemeinsam mit dem Ensemble der Deutschen Oper, im Rahmen der Internationalen Maifestspiele am Staatstheater Wiesbaden als Warwara in Katja Kabanowa; sie „wertete die Rolle durch intensives Spiel und großartige Mezzotöne kraftvoll auf.“
Im November 1991 trat sie als Kundry an der Wiener Staatsoper auf. Im April 1990 und im Mai 1992 gastierte sie als Venus in Tannhäuser an der Staatsoper Berlin. In der Eröffnungsvorstellung des Opernhauses Chemnitz trat sie im Dezember 1992 nach der mehrjährigen Generalsanierung des Hauses als Kundry auf. 1999 gastierte sie am Musiktheater im Revier in Gelsenkirchen als Herodias in Salome.
1982 sang Engert-Ely erstmals bei den Bayreuther Festspielen. Von 1982 bis 1989 gehörte sie zum festen Ensemble der Bayreuther Festspiele. Sie übernahm dort folgende Rollen: 1. Knappe in Parsifal (1982–1985), das Alt-Solo in Parsifal (1984/1985), Grimgerde in Die Walküre (1983), Schwertleite in Die Walküre (1985/1986) und 1989 die Venus in Tannhäuser (Regie: Wolfgang Wagner; musikalische Leitung: Giuseppe Sinopoli).
Engert-Ely gastierte häufig im europäischen Ausland und in Übersee. 1988 sang sie beim Festival dei Due Mondi in Spoleto die Rolle der Kundry in Parsifal. Sie trat in Italien außerdem am Teatro Regio in Turin (1987; als Klytämnestra in Elektra), am Teatro Giuseppe Verdi in Triest (Februar 1988; „beeindruckend“  als Komponist), am Teatro La Fenice in Venedig (1988; als Komponist), in Genua (Juni 1988 als Fricka in Die Walküre; 1997 als Türkenbaba in The Rake’s Progress), an der Mailänder Scala (1990; „mit wunderbar warmen Alttönen“ als Magdalene in Die Meistersinger von Nürnberg) und mehrfach am Teatro Bellini in Catania (April/Mai 1992 als Octavian in Der Rosenkavalier, mit Renata Scotto als Marschallin in deren Rollendebüt; 1994 als Venus; 1998 als Klytämnestra) auf.
Weiters gastierte sie am Teatro Real in Madrid, am Teatro Nacional de São Carlos in Lissabon, in Paris (Februar 1989; als Magdalene im Palais Garnier), in Montpellier (Februar 1993 als Ortrud, 1995), in Nizza (1993 als Clairon in Capriccio; 1995 als Klytämnestra) und in Amsterdam (September 1993 als Kundry; Juni 1995 als Magdalene). Mehrfach gastierte sie an der Flämischen Oper (De Vlaamse Opera) in Antwerpen und Gent: 1990 als Kundry in Parsifal (Gent), 1991 ebenfalls als Kundry in Parsifal (Antwerpen), 1994 als Ortrud (Gent), 1996 als Kundry (Gent/Antwerpen), und in der Spielzeit 1996/97 als Principessa in Suor Angelica und Zita in Gianni Schicchi (jeweils in Antwerpen).
In den Vereinigten Staaten gastierte sie in Charleston (Juni/Juli 1987 und 1990; als Kundry in Parsifal), an der Metropolitan Opera in New York City (April 1990; als Fricka in Die Walküre), an der Washington Opera (1997; als Klytämnestra) und mehrfach an der Hawaii Opera in Honolulu (1999 ebenfalls als Klytämnestra; 2002 als Herodias in Salome) auf. Im Mai 1994 sang sie am Teatro Colón in Buenos Aires die Venus im Tannhäuser.
Engert-Ely trat auch als Konzert- und Liedersängerin hervor. Im Juni 1986 trat sie in einem Konzert der Berliner Philharmoniker unter der musikalischen Leitung von Heinrich Hollreiser auf; Engert-Ely übernahm jeweils die Alt-Partien in der Krönungsmesse von Mozart und in der Messe in C-Dur op. 86 von Ludwig van Beethoven. Im Oktober 1988 sang sie „mit ausdrucksvollem, warmem Mezzosopran, dem es nur ganz unten am sonst angenehm runden Klang mangelte“, die Alt-Partie im Händel’schen Messias in einer szenischen Aufführung in der DOB. Im November 1988 übernahm sie die Mezzosopran-Partie im Verdi-Requiem mit den Berliner Philharmonikern in der Berliner Philharmonie. Im November 1991 sang sie im Verdi-Requiem in einer Aufführung der Bochumer Symphoniker unter Leitung von Eberhard Kloke im Audimax der Ruhr-Universität Bochum, in der „ihr voller gut sitzender Mezzosopran mit Fähigkeit zu dramatischer Attacke beeindruckend eingesetzt“ war. Bei Liederabenden interpretierte sie unter anderem Lieder von Robert Schumann, Gustav Mahler, Richard Strauss, Franz Schreker und Alexander Zemlinsky. Außerdem gab sie Gesangsunterricht.
Engert-Ely war mit dem Musikwissenschaftler Norbert Ely verheiratet. Sie trat seit ihrer Heirat auch unter dem Namen Ruthild Engert-Ely auf. Engert starb im Alter von 72 Jahren nach schwerer Krankheit in Berlin.

## Repertoire
Engert-Ely sang auf der Bühne ein breites Repertoire, das Barockmusik, Opern von Wolfgang Amadeus Mozart bis Giuseppe Verdi, aber insbesondere auch Werke der Jahrhundertwende, des 20. Jahrhunderts und der Klassischen Moderne enthielt.
Zu ihren weiteren Bühnenrollen gehörten: Dorabella in Così fan tutte, Brangäne in Tristan und Isolde, Waltraute in Götterdämmerung, Hänsel, später auch Gertrud/Hexe in Hänsel und Gretel und Charlotte in der Oper Die Soldaten (1983, Deutsche Oper Berlin; Saison 1987/1988 in Paris).

## Tondokumente
Es existieren mehrere Tondokumente mit der Stimme von Ruthild Engert-Ely; ihre Hauptrollen sind allerdings nur unzureichend auf Tonträgern dokumentiert.
Im April 1987 sang sie im Manhattan Center in New York City die Rolle der Schwertleite in einer Gesamtaufnahme der Oper Die Walküre unter der musikalischen Leitung von James Levine. Die Aufnahme erschien bei der Deutschen Grammophon. Im Juni 1987 sang sie die Amme Filipjewna in einer Gesamtaufnahme der Oper Eugen Onegin, die in der Lukaskirche in Dresden eingespielt wurde; ihre Partner waren Mirella Freni (Tatjana) und James Levine (Dirigent). Die Aufnahme erschien 1988 erstmals (noch auf Schallplatte) ebenfalls bei der Deutschen Grammophon. In einer Gesamtaufnahme der Oper Der feurige Engel von Sergei Prokofjew übernahm sie die Rollen der Wahrsagerin und der Äbtissin; die Aufnahme erschien 1990 als CD ebenfalls bei der Deutschen Grammophon.
Es existieren außerdem Live-Mitschnitte und Rundfunkmitschnitte von den Bayreuther Festspielen. Diese wurden teilweise auf CD veröffentlicht. Bei Philips erschien auf CD ein Mitschnitt des Parsifal aus dem Bayreuther Festspielhaus von 1985. Engert-Ely ist darin in ihren Bayreuther Rollen (1. Knappe und Alt-Solo) zu hören.
Ein Mitschnitt des Bayreuther Tannhäuser-Aufführung von 1989 mit Engert-Ely als Venus wurde auf DVD veröffentlicht.